# Mierujert Kamalidienowa
Mierujert Kamalidienowa (ur. 3 sierpnia 2005) – kazachska szachistka. Arcymistrzyni od 2023 roku.

## Kariera szachowa
Kilkukrotnie reprezentowała Kazachstan na Mistrzostwach Świata i Azji Juniorek w różnych grupach wiekowych, gdzie zdobyła tytuł mistrzyni świata dziewcząt w kategorii do lat 14 (2019), Mistrzostw Azji dziewcząt do lat 12 (2017) oraz Mistrzostwa Azji Dziewcząt w grupie wiekowej do lat 14 (2018).
W listopadzie 2021 roku, zajęła 31. miejsce w turnieju kobiet FIDE Grand Swiss w Rydze. W 2021 roku została mistrzynią Kazachstanu. W listopadzie 2023 roku, zajęła 15. miejsce w turnieju kobiet FIDE Women’s Grand Swiss w Douglas.
Najwyższy ranking szachowy w dotychczasowej karierze osiągnęła 1 kwietnia 2022, z wynikiem 2427 punktów.